# Otto Speckter

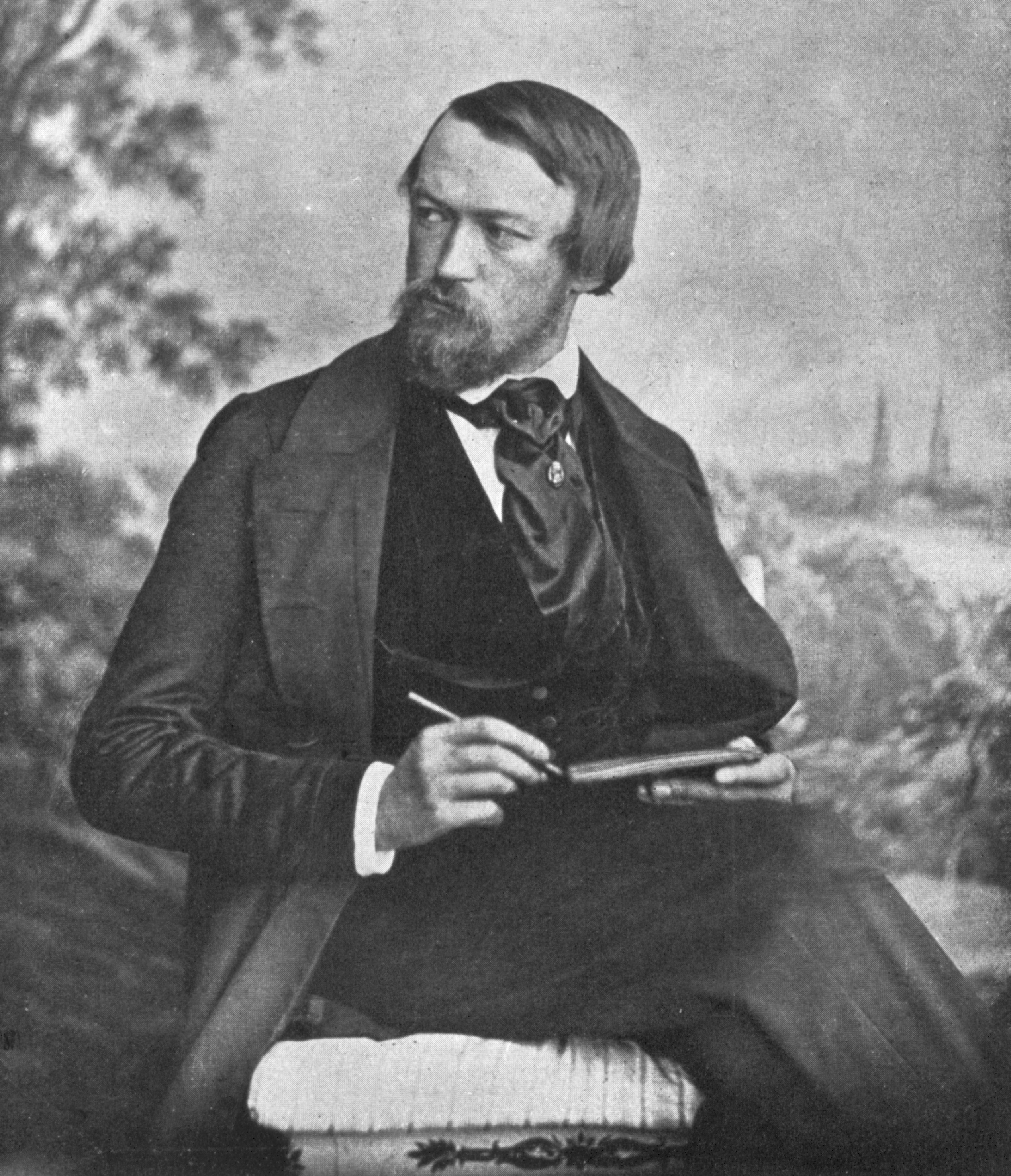
Otto Speckter, fotografiert von Carl Ferdinand Stelzner, um 1850.

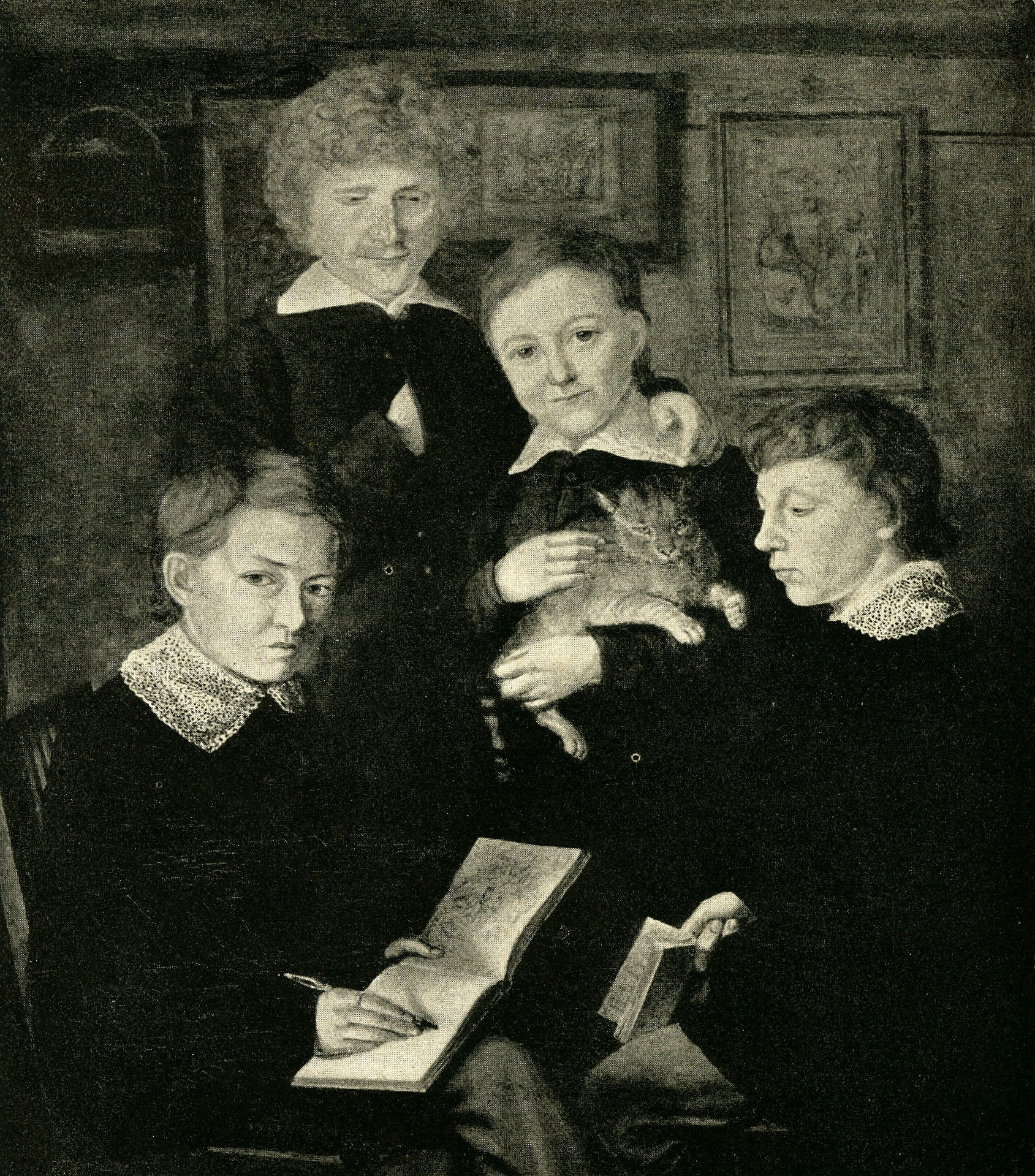
Erwin Speckter: Der Künstler und seine Freunde: (v.l.n.r.): Erwin Speckter, Carl Julius Milde, Otto Speckter, Friedrich Nehrlich (Nerly)

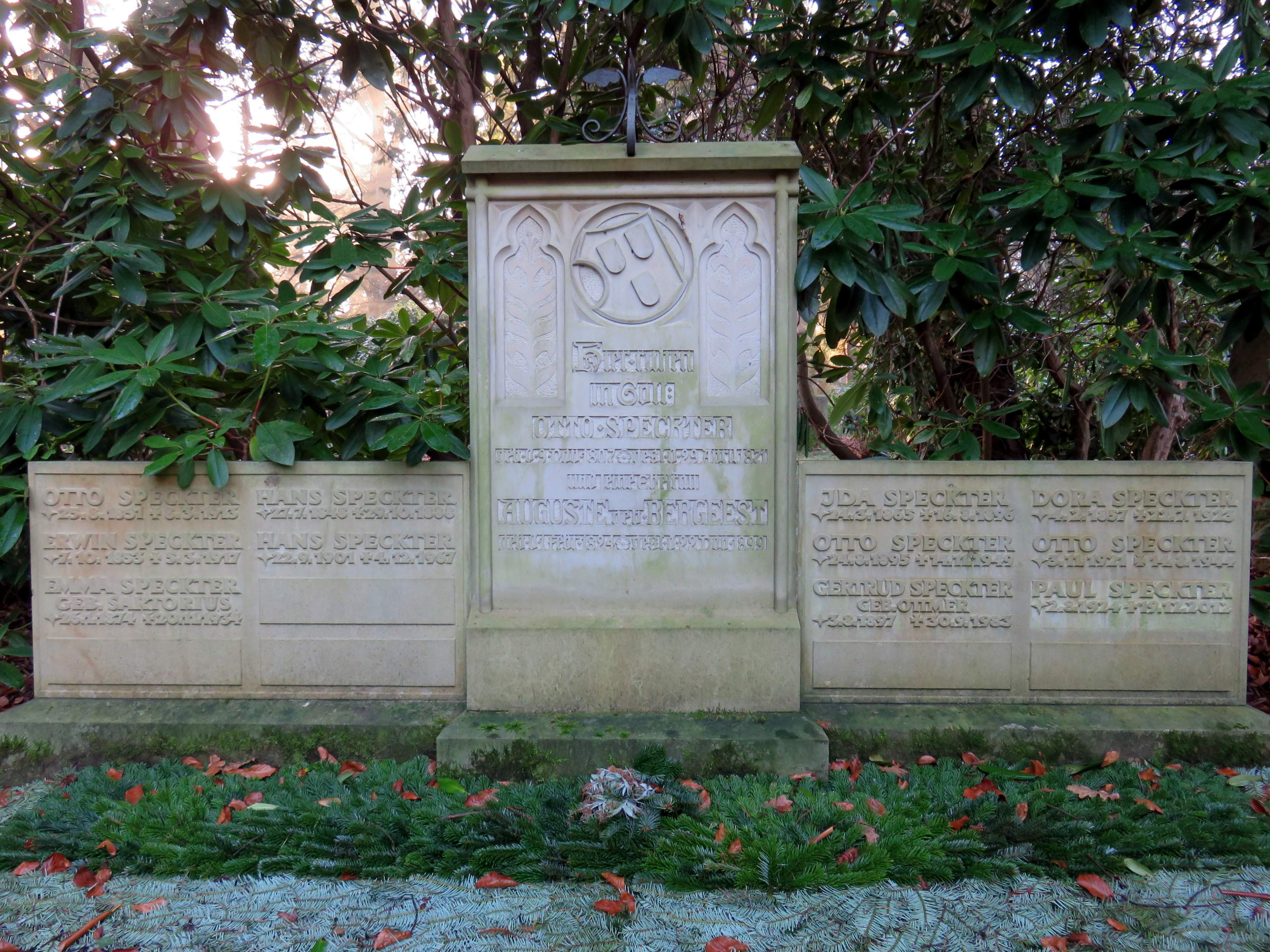
Grabmal auf dem Friedhof Ohlsdorf

Otto Speckter (* 9. November 1807 in Hamburg; † 29. April 1871 ebenda) war ein deutscher Zeichner und Radierer. 

## Leben und Werk
Otto Speckter war der Sohn von Johannes Michael Speckter, dessen lithographische Anstalt er 1834 übernahm, und der Bruder des Malers Erwin Speckter. Er machte sich zuerst durch Lithographien (u. a. „Der Einzug Christi“ von Friedrich Overbeck) bekannt und widmete sich dann der Illustration von Büchern durch Arabesken, Vignetten und Figurenbilder.
So illustrierte er Luthers Kleinen Katechismus, Adolf Böttgers Pilgerfahrt der Blumengeister, Klaus Groths Quickborn, August G. Eberhards Hannchen und die Küchlein, Fritz Reuters Hanne Nüte, den Gestiefelten Kater u. a. Die größte Verbreitung fanden seine Bilder zu Wilhelm Heys 50 Fabeln für Kinder, in der englischen Übersetzung von Mary Howitt als Otto Speckter’s Fable Book. Otto Speckter war Gründungsmitglied des Hamburger Künstlervereins von 1832.
Speckters Ehefrau Marie Auguste, geb. Bergeest, lebte von 1824 bis 1899. Sein Sohn Hans Speckter (1848–1888), ebenfalls als Illustrator tätig, verfiel der Schwermut und verstarb in der Lübecker Heilanstalt. Nach ihm ist die Otto-Speckter-Straße im Hamburger Stadtteil Barmbek-Nord benannt.
Die Familiengrabstätte befindet sich auf dem Friedhof Ohlsdorf zwischen Kapelle 2 und Waldstraße im Planquadrat X 21.

## Briefe
- 4 Briefe Otto Speckter an Dethloff Carl Hinstorff 1. Juli 1864 bis 30. September 1864[3]

## Ausstellungen (Auswahl)
- 2019: Hamburger Schule – Das 19. Jahrhundert neu entdeckt (12. April bis 14. Juli), Hamburger Kunsthalle